# Ferrovia Faenza-Ravenna
La ferrovia Faenza-Ravenna è una linea ferroviaria italiana a scartamento ordinario di proprietà statale che unisce Ravenna con Faenza la cui stazione è ubicata sulla Bologna-Ancona. Alla linea è storicamente legata la diramazione Lugo-Granarolo Faentino.
La ferrovia è gestita da RFI che la classifica come linea complementare. Il servizio passeggeri regionale è espletato da Trenitalia sia sulla Ravenna-Faenza sia sulla Faenza-Lugo, con proseguimento di alcune corse da quest'ultima cittadina verso Lavezzola.

## Storia
La ferrovia fu concepita per il risolvere principalmente il problema del doppio regresso ferroviario, a Castel Bolognese e a Faenza, a cui erano obbligati i convogli che dal porto di Ravenna erano diretti a Firenze. Il nuovo tracciato sarebbe stato derivato all'altezza di Russi per giungere a Faenza, in modo che i convogli potessero essere instradati direttamente sulla Faentina.
| Tratto                  | Attivazione    | Attivazione |
| ----------------------- | -------------- | ----------- |
| Ravenna-Russi           | 24 agosto 1863 | [ 3 ] [ 4 ] |
| Russi-Faenza            | 28 agosto 1921 | [ 3 ]       |
| Lugo-Granarolo Faentino | 28 agosto 1921 | [ 3 ]       |
| Manuale                 |                |             |

I lavori di costruzione furono avviati nel 1912 per terminare nove anni dopo: la linea fu aperta all'esercizio il 28 agosto 1921. Contestualmente fu aperta anche la Lugo-Granarolo Faentino, diramazione che avrebbe favorito l'instradamento dei convogli provenienti dalla Faentina e destinati a Ferrara e a Venezia divenendo utile ai convogli militari in caso di un conflitto che avrebbe potuto investire il Veneto e il fronte orientale.
Il tratto tra Ravenna e Russi rimase in comune con la linea per Castelbolognese fino al 2001. Dato il traffico notevole presso questo tronco, sul finire del XX secolo le Ferrovie dello Stato progettarono la costruzione di una nuova linea, a binario semplice, che ne potesse ridurre il carico. La nuova ferrovia fu costruita in affiancamento al binario preesistente e fu aperta il 30 dicembre 2001.

## Caratteristiche
| Continuation backward |

| Unknown route-map component "CONTgq" | Unknown route-map component "ABZg+r" |  |

| Station on track |

| Unknown route-map component "CONTgq" | Unknown route-map component "ABZgr" |  |

| Unknown route-map component "SKRZ-Au" |

| Station on track |

|  | Unknown route-map component "ABZgl" | Unknown route-map component "CONTfq" |

|  | Unknown route-map component "vSTR-STR+l" | Unknown route-map component "dCONTfq" |

|  | Unknown route-map component "vBHF" | Unknown route-map component "d" |

| 0+000  |
| 24+736 |

|  | Unknown route-map component "exvBHF+vHST" | Unknown route-map component "d" |

|  | Unknown route-map component "vSHI2g+l-" | Unknown route-map component "d" |

|  | Unknown route-map component "ABZg+l" | Unknown route-map component "CONTfq" |

|  | Junction both to and from left | Unknown route-map component "KINTeq" |

| Station on track |

|  | Unknown route-map component "ABZgl" | Unknown route-map component "KINTeq" |

| Continuation forward |

| Continuation backward |

| Unknown route-map component "CONTgq" | Unknown route-map component "ABZg+r" |  |

| Station on track |

|  | Unknown route-map component "ABZgl" | Unknown route-map component "CONTfq" |

| Unknown route-map component "SKRZ-Au" |

| Stop on track |

|  | Unknown route-map component "ABZg+l" | Unknown route-map component "CONTfq" |

| Station on track |

| Continuation forward |

La linea è una ferrovia a binario semplice a scartamento ordinario da 1435 mm. È interamente elettrificata in corrente continua a 3000 V, mentre la diramazione Lugo-Granarolo Faentino è a trazione termica.
Il tronco fra Russi e Ravenna corre in affiancamento al corrispondente della Castelbolognese-Ravenna. Pur essendoci due binari affiancati, la circolazione dei treni non avviene con la specializzazione dei sensi di marcia (a sinistra per i treni con numerazione dispari, nella fattispecie, provenienti da Faenza e diretti a Ravenna, e a destra per quelli pari diretti a Faenza); essi infatti essendo appartenenti a due linee diverse, entrambe funzionanti a singolo binario, hanno specifiche e distinte prescrizioni normative e distinte fiancate-orario.
La linea e la sua diramazione sono esercite dal Dirigente Centrale Operativo con sede presso Bologna Centrale.

## Traffico
La linea è impiegata da varie tipologie di treni. Il servizio passeggeri svolge un ruolo fondamentale nel traffico regionale per alleggerire altre linee. I treni regionali di Trenitalia Tper percorrono sia la linea Ravenna-Faenza, sia la Lavezzola-Lugo-Faenza. In quest'ultimo caso i convogli impiegano anche la ferrovia proveniente da Lavezzola.
A partire dal 2007 sulla direttrice Lugo-Faenza sono stati introdotti i Minuetto a nafta che vengono impiegati solo in alcune corse ristrette, con prosecuzione fino a Lavezzola, in affiancamento alle più datate automotrici diesel ALn 668 della serie 1900 accoppiate in doppia trazione. Le automotrici circolanti sulla linea sono state sottoposte ad un'operazione di revamping durante la seconda metà del primo decennio del XXI secolo.
Al 2021 i collegamenti sono realizzati con 1 convoglio giornaliero sulla direttrice Lavezzola-Faenza e 1 sulla Faenza-Lavezzola, oltre a 7 coppie di autobus sostitutivi che compiono lo stesso tragitto e ad una coppia di autobus che effettua il tragitto Lugo-Faenza. Date le possibilità di collegamento con le altre linee ferroviarie e le altre città, quali Firenze e Ferrara, questo sotto-utilizzo della linea, ormai limitato al servizio scolastico, è stato oggetto di critiche nel corso degli ultimi anni.
Da maggio 2023 il servizio sulla diramazione Lugo - Granarolo è sospeso a causa dell'alluvione, che ha danneggiato il ponte sul fiume Santerno, sulla linea Lugo - Lavezzola.